# Hobby-Wohnwagenwerk

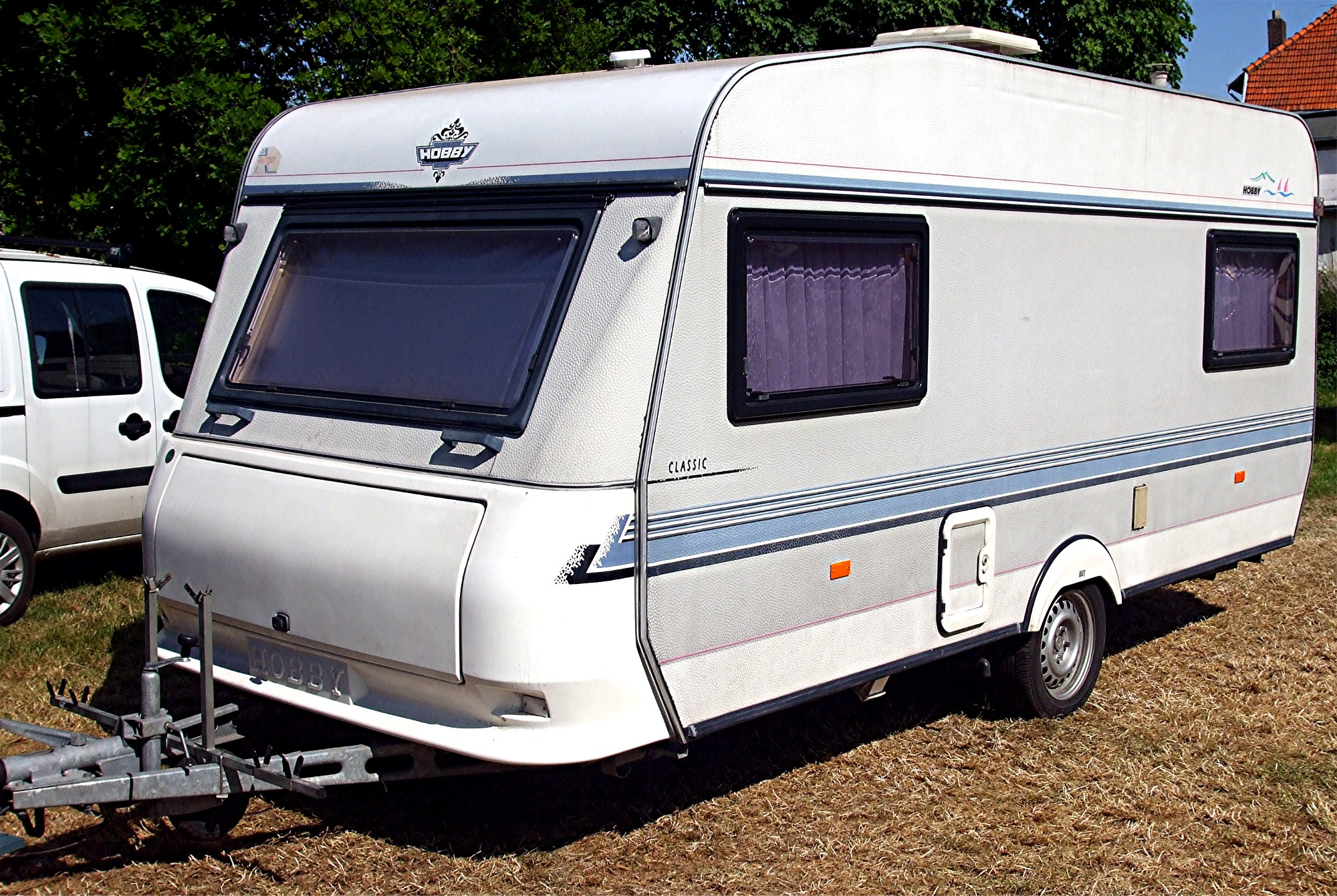
Hobby Classic caravan

Hobby-Wohnwagenwerk Ing. Harald Striewski GmbH is een Duits fabrikant van caravans en campers. Het is gevestigd in Fockbek in de deelstaat Sleeswijk-Holstein.
Het bedrijf is in 1967 opgericht door ingenieur Harald Striewski (geboren in 1937) die het anno 2013 nog steeds leidt. Striewski kwam als zevenjarige met zijn moeder en broer als vluchteling uit Oostpruisen naar Sleeswijk-Holstein. In 1964 bouwde hij met geleend geld zijn eerste caravan. In 1984 bouwde hij de eerste Hobby 600, een klassieker onder de campers.
Zijn bedrijf groeide uit tot een van de grootste producenten van caravans in de wereld. Met een marktaandeel van 23% was het de marktleider in Europa in 2005. In de fabriek in Fockbek produceren rond de 1000 medewerkers jaarlijks circa 13.000 caravans en 1.000 mobilhomes.
Sedert 1998 behoort ook de caravanafdeling van Fendt uit Mertingen (Beieren) tot het Hobby-concern, dat ook de tentenfabriek Nordland Zeltfabrik in Fockbek en de verzinkerij Rendsburger Feuerverzinkerei in Rendsburg bezit.
De jaaromzet van Hobby ligt rond de 200 miljoen euro. Daarmee is Hobby in de Kreis Rendsburg-Eckernförde het bedrijf met de hoogste omzet. De lezers van de Sleeswijk-Holsteinse krant Landeszeitung verkozen Harald Striewski tot "mens van het jaar 2004". In 2006 heeft de gemeente Fockbek de straat aan de Hobbyfabriek hernoemd in Harald-Striewski-Straße.